# 揖斐長良川橋

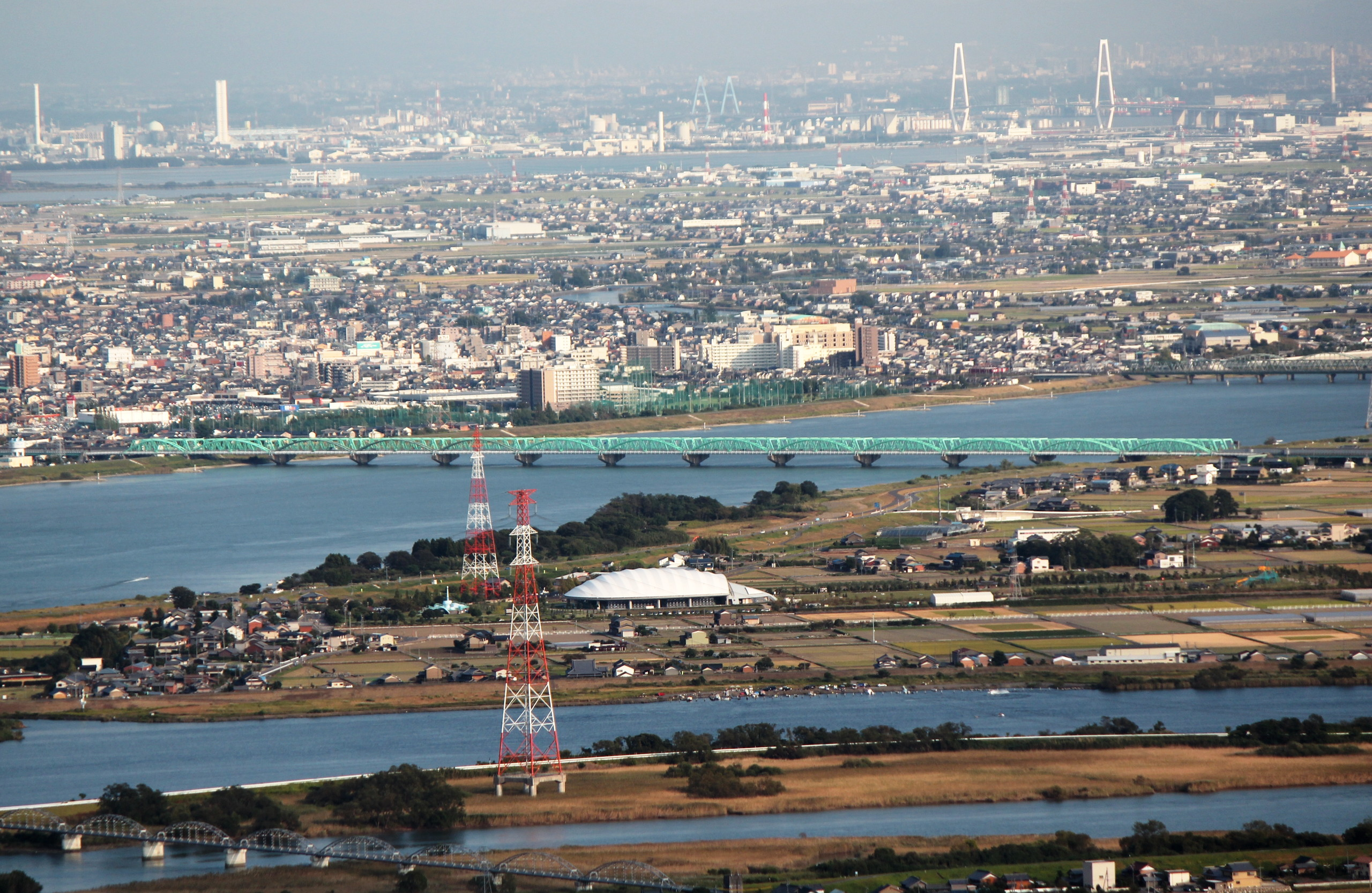
木曽川に架かる同構造の東名阪自動車道木曽川橋

揖斐長良川橋（いびながらがわばし）は、三重県桑名市の揖斐川長良川に架かる、東名阪自動車道の自動車専用道路の橋である。
長島ICと桑名東ICの間にある。

## 概要
- 供用：1975年（昭和50年）10月22日
  - 蟹江IC - 桑名IC開通時
- 延長：923.8m
- 幅員：17.0m
- 構造：下路式のワーレントラス・13連

## その他
揖斐長良川橋の上流側に隣接して、木曽川用水の揖斐長良川水管橋がある。橋脚は共通となっている。
2005年（平成17年） - 2006年（平成18年）に橋脚の耐震工事が行われている。
木曽川には同じ構造の木曽川橋（東名阪自動車道）が架かる。

## 隣の橋

### 長良川
（上流）長良川大橋 - 揖斐川水管橋 - 揖斐長良川水管橋 - 揖斐長良川橋（東名阪自動車道） - 揖斐・長良川橋梁（JR関西本線） - 揖斐・長良川橋梁（近鉄名古屋線） - 伊勢大橋（国道1号）（下流）

### 揖斐川
（上流）油島大橋 - 揖斐長良川水管橋 - 揖斐長良川橋（東名阪自動車道）  - 揖斐・長良川橋梁（JR関西本線） - 揖斐・長良川橋梁（近鉄名古屋線） - 伊勢大橋（国道1号）（下流）